# Konstantinos Nikolopoulos
Konstantinos Agathophron Nikolopoulos (griechisch Κωνσταντίνος Αγαθόφρων Νικολόπουλος Konstandínos Agathófron Nikolópoulos, in Frankreich auch Constantine Nicolo-Poulo; * 1786 in Smyrna; † 1841 in Paris) war ein griechischer Komponist, Musikwissenschaftler, Schriftsteller und Philologe.

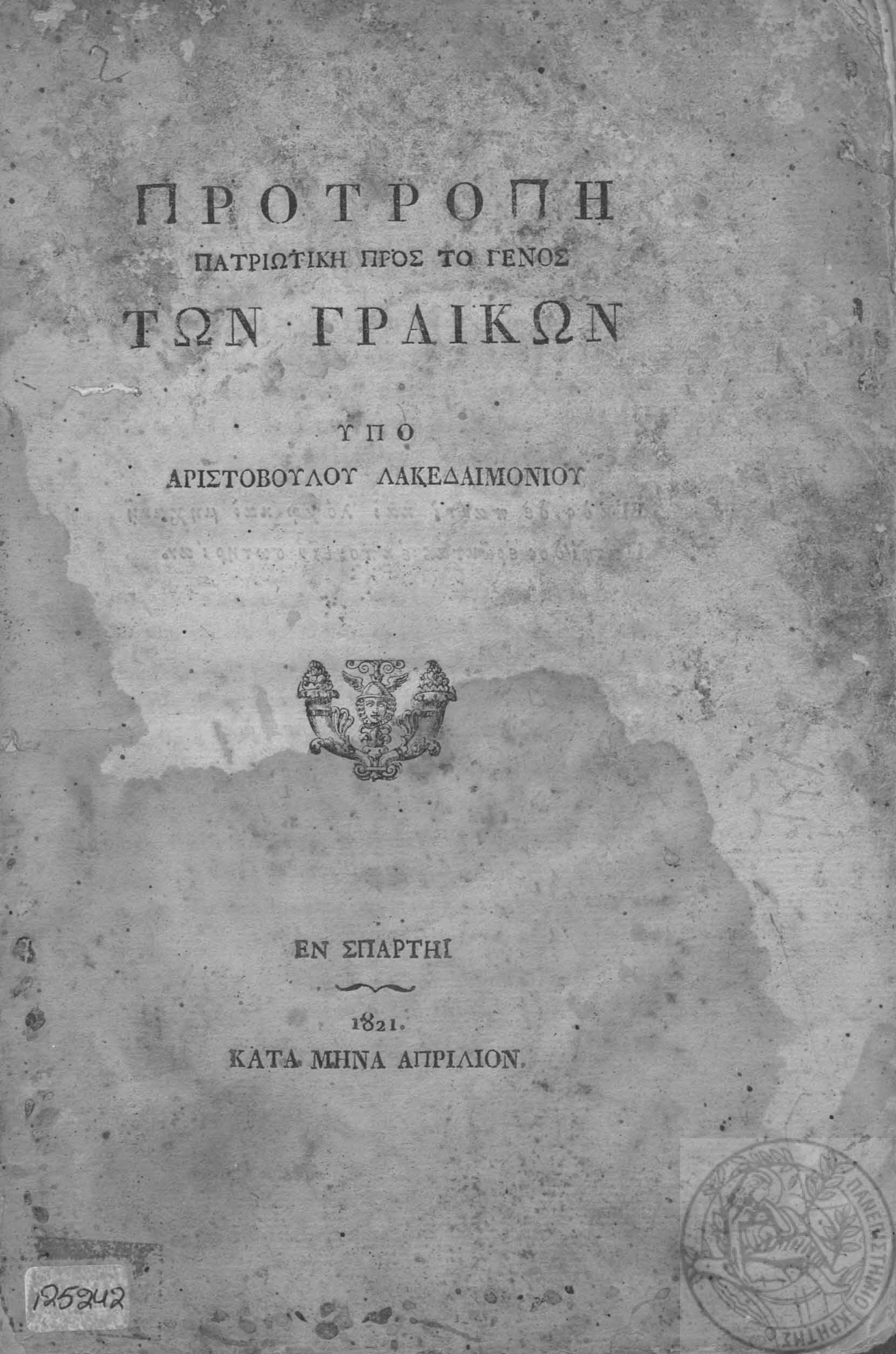
Unter Pseudonym veröffentlichte „Patriotische Ermunterung an das Volk der Griechen“, Sparta 1821

## Leben
Konstantinos Nikolopoulos war der Sohn eines gebildeten Flüchtlings aus Andritsena. Die Kindheit verbrachte er in seiner Heimatstadt Smyrna, wo er auch einige Jahre an der berühmten Evangelikí Scholí (Ευαγγελική Σχολή, etwa ‚Evangelisches Institut‘) studierte. 1806 begab sich die Familie nach Paris, Nikolopoulos wurde Bibliothekar am Institut de France und widmete sich nebenher privaten Studien. Gleichzeitig engagierte er sich in der philhellenischen Bewegung für einen eigenen griechischen Staat auf der Basis des antiken kulturellen Erbes. So war er Mitglied der Filiki Eteria, des Elliniko Komitato (Ελληνικό Κομιτάτο) und der Philomusengesellschaft.
Nach dem Tod seines Vaters vermachte er 1838 dessen gesamte private Bibliothek mit rund 3.500 Bänden der Stadt Andritsena, wo sie zur Grundlage der heute nach ihm benannten Stadtbibliothek wurde. Noch bevor Nikolopoulos einer Einladung der Stadt Andritsena folgen konnte, starb er 1841 plötzlich und unerwartet an Wundstarrkrampf.
Nikolopoulos war als Forscher über die Musik des Antiken Griechenland wie als Herausgeber antiker Autoren tätig; als Schriftsteller verfasste er vor allem patriotische Aufrufe an die Griechen zum Aufstand gegen die Tourkokratia.
Sein kompositorisches Schaffen bestand hauptsächlich in Kompositionen auf antike griechische Texte für Solostimmen oder Chor und Klavier in Form von Hymnen oder szenischen Kantaten, so vertonte er ein Jahr vor seinem Tod die Olympische Ode Pindars. Außerdem verfasste er vokale Salonmusik in Form von Romanzen und Liedern, einige Bedeutung haben seine liturgischen Musiken für den orthodoxen Gottesdienst, die frühe polyphone Elemente ausweisen, darunter ein Kyrie eleison, ein Kyrie soson tous eusebeis und Ten Oraioteta.